# Szczytno (województwo wielkopolskie)
Szczytno – wieś w Polsce położona w województwie wielkopolskim, w powiecie obornickim, w gminie Rogoźno.
Wieś Sczitno położona była w 1580 roku w powiecie poznańskim województwa poznańskiego. W latach 1975–1998 miejscowość należała administracyjnie do województwa pilskiego.
Zobacz też: Szczytno.